# Sarh
Sarh (tidligere Fort Archambault) er den tredjestørste by i Tchad, hovedbyen i regionen Moyen-Chari og har en befolkning på 75.496 indbyggere (1993). Byen ligger 563 km sydøst for hovedstaden N'Djamena ved floden Chari.